# 355 км (роз'їзд)
355 км — роз'їзд Криворізької дирекції Придніпровської залізниці на магістральній лінії Мерефа — Херсон, ділянці магістралі  Нижньодніпровськ-Вузол — Апостолове між станціями Жовтокам'янка (345-й км) та Апостолове (366-й км). Розташований поблизу села Михайло-Заводське Криворізького району Дніпропетровської області.

## Історія
На роз'їзді розташовані споруди, які є типовими для лінії Нижньодніпровськ-Вузол — Апостолове: низька пасажирська платформа біля бічної приймально-відправної колії, залізобетонний павільйон з колишньою квитковою касою (нині — закрита) та навісом.
У 1998 році роз'їзд було тимчасово ліквідовано: проведено демонтаж приймально-відправної колії, з будівництвом на її місці короткої низької пасажирської платформи. У 2004 році роз'їзд відновлено. 

## Пасажирське сполучення
На Платформі 355 км щоденно зупиняються приміські поїзди локомотивної тяги сполученням Дніпро — Апостолове.
| Рух приміських поїздів по роз'їзду 355 км |                                |                          |
| №                                         | Маршрут сполучення             | Періодичність курсування |
| 6402                                      | Апостолове — Дніпро-Лоцманська | Щоденно                  |
| 6405                                      | Дніпро-Лоцманська — Апостолове | Щоденно                  |
| 6408                                      | Апостолове — Дніпро-Лоцманська | Щоденно                  |
| 6409                                      | Дніпро-Лоцманська — Апостолове | Щоденно                  |

Історія пасажирського сполучення:
- До 2004 року на роз'їзді зупинялись приміські поїзди: № 6405/6410, № 6411/6414 Апостолове — Лошкарівка та № 6404/6415 Кривий Ріг — Лошкарівка. Після їх скасування були призначені приміські поїзди сполученням: № 6403/6406, № 6407/6408, № 6409/6402 Дніпропетровськ-Південний — Апостолове та № 6407/6404 Дніпропетровськ-Південний — Кривий Ріг, які курсували до 2018 року;
- з 2018 року на роз'їзді зупинялися лише приміські поїзди локомотивної тяги  сполученням № 6405/6408, № 6409/6402 Дніпро — Апостолове.

Окрім обслуговування приміських поїздів на роз'їзді 355 км в минулі роки здійснювалася посадка/висадка пасажирів у пасажирські поїзди місцевого та далекого сполучення:
- до 1975 року — поїзд № 63/64 Дніпро — Херсон; поїзд № 285/286 Дніпро —  Апостолове — Херсон;
- у 1975—1985 роках —  поїзд № 665/666 Дніпропетровськ — Одеса;
- у 1985—1996 роках —   поїзд № 630 Одеса — Дніпропетровськ (зупинка лише при прямуванні у парному напрямку);
- у 1997—2001 роках — поїзд № 641/642 Дніпропетровськ — Апостолове;
- у 2001—2003 роках — поїзд № 629/630 Дніпропетровськ — Миколаїв;
- у 2003—2004 роках — поїзд № 629/630 Дніпропетровськ — Апостолове.